# Jimmy White
James Warren White MBE (Londres, 2 de mayo de 1962) es un jugador profesional de snooker inglés, ganador de diez títulos de ranking.

## Biografía
Su apodo es el Torbellino debido a su estilo de juego ofensivo, y se le conoce como el campeón del pueblo, ya que perdió las seis finales del Campeonato del Mundo que jugó (1984, 1990-1994), las cinco últimas consecutivas. Está considerado  el mejor jugador de entre los que nunca han ganado el título mundial.
Ganó el Masters en 1984 superando a Terry Griffiths en la final por 9–5 , y el Campeonato del Reino Unido en 1992 tras derrotar a John Parrott por 16–9. Consiguió un break de 147 (la anotación máxima en el snooker) en el Campeonato del Mundo de 1992. Fue nombrado MBE en 1999. En el año 2010 venció a Steve Davis en la final del Campeonato del Mundo Sénior.

## Palmarés

### Torneos de ranking
| Classic                    | 1986, 1991 |
| World Open                 | 1986, 1992 |
| Abierto Británico          | 1987, 1992 |
| Masters de Canadá          | 1988       |
| Abierto europeo            | 1992       |
| Campeonato del Reino Unido | 1992       |
| Players Championship       | 2004       |

### Torneos fuera de ranking
| Masters                     | 1984                   |
| Campeonato del Mundo Sénior | 2010, 2019, 2020, 2023 |